# Fontiveros
Fontiveros est une commune d'Espagne située dans la province d'Ávila dans la communauté autonome de Castille-et-León.

## Géographie
La commune s'étend sur 36,42 km2 dans la Moraña, au nord-est de la province d'Ávila, et est arrosée par le Zapardiel.

## Administration
La commune est dirigée par un conseil municipal de sept membres, élus pour un mandat de quatre ans. Depuis les élections municipales de 2023, le conseil est formé de cinq élus du Parti populaire (PP) et deux du Parti socialiste ouvrier espagnol (PSOE).
| Période                                  | Période  | Identité              | Étiquette | Qualité |
| ---------------------------------------- | -------- | --------------------- | --------- | ------- |
| 2007                                     | 2019     | Mariam Garcia Salcedo | PSOE      |         |
| 2019                                     | en cours | David Sánchez         | PP        |         |
| Les données manquantes sont à compléter. |          |                       |           |         |

## Personnalités liées à la commune

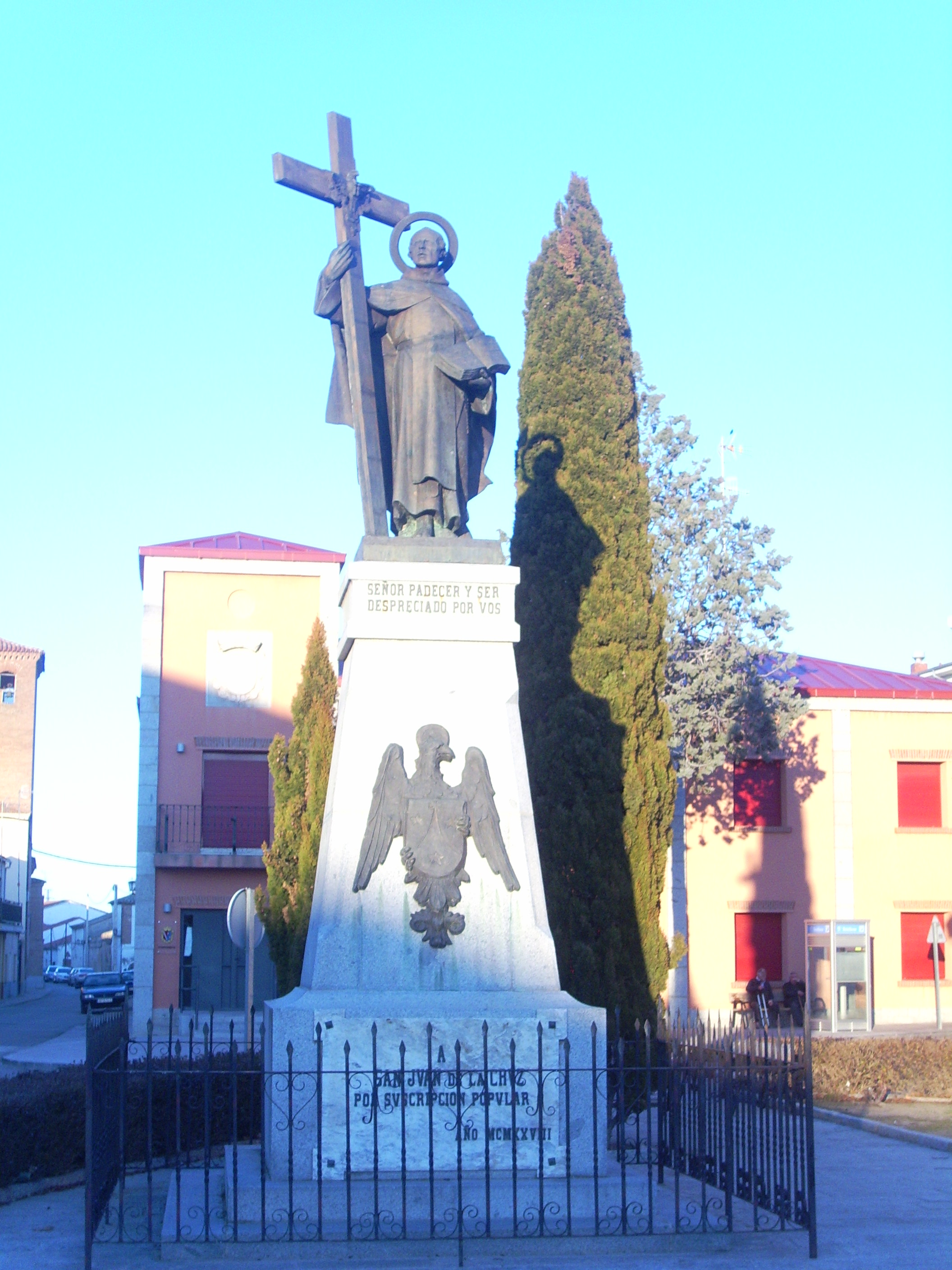
Monument en l'honneur de saint Jean de la Croix à Fontiveros

- Jean de la Croix, fondateur de la branche masculine de l'ordre des Carmes déchaux, canonisé et déclaré docteur de l'Église.
- Julio Robles, matador espagnol